# Metynnis lippincottianus
Metynnis lippincottianus és una espècie de peix de la família dels caràcids i de l'ordre dels caraciformes.

## Morfologia
- Els mascles poden assolir 13 cm de llargària total.[3]

## Hàbitat
Viu en zones de clima tropical entre 23 °C - 27 °C de temperatura.

## Distribució geogràfica
Es troba a Sud-amèrica: conca del riu Amazones i rius de les Guaianes.